# Mount Morris (New York)
Ne doit pas être confondu avec Mount Morris (village, New York).
Mount Morris est une ville du comté de Livingston, dans l'État de New York, aux États-Unis,. En 2010, elle comptait une population de 4 465 habitants.

## Démographie
Lors du recensement de 2010, la ville comptait une population de 4 465 habitants. Elle est estimée, en 2016, à 4 324 habitants.